# Hoya aeschynanthoides
Hoya aeschynanthoides är en oleanderväxtart som beskrevs av Rudolf Schlechter. Hoya aeschynanthoides ingår i släktet Hoya och familjen oleanderväxter. Inga underarter finns listade i Catalogue of Life.